# Universidade de Economia em Breslávia
A Universidade de Economia em Breslávia (Polaco: Uniwersytet Ekonomiczny we Wrocawiu) é um das 27 universidades localizadas em Breslávia, Polónia.  

## Departamentos
Atualmente, a de Economia em Breslávia tem numa oferta de 12 cursos diferentes em 4 diferentes departamentos:

### Departamento da Economia e Engenharia Industrial
- Gestão e Engenharia Industrial

### Departamento das Ciências Económicas
- Economia
- Estudos Europeus
- Negócios Internacionais (o curso existe quer em polaco, quer em inglês)
- Gestão

### Departamento Tecnologia da Informação e Finanças
- Finanças e Contabilidade (o curso quer em polaco, quer em inglês)
- Tecnologia da Informação e Econometria
- Tecnologia da Informação nos Negócios (o curso quer em polaco, quer em inglês)
- Gestão
- Análise Ecónomica

### Departamento da Economia, Gestão e Turismo
- Economia
- Gestão
- Turismo

A Universidade de Economia em Wroclaw também oferece uma variedade de mestrados e Pos-Graduações, sobretudo em Finanças e Contabilidade.